# آرمان کوتیکیان
آرمان آنانیایی کوتیکیان (ارمنی: Արման Անանիայի Կոթիկյան؛ انگلیسی: Arman Kotikyan; زاده ۲۷ سپتامبر ۱۸۹۶ – درگذشته ۳ اکتبر ۱۹۶۸) یک بازیگر اهل ارمنستان بود. وی بین سال‌های ۱۹۳۵ تا ۱۹۶۷ میلادی فعالیت می‌کرد.

## زندگی‌نامه
وی در ۲۷ سپتامبر [سبک قدیمی: ۱۵ سپتامبر] ۱۸۹۶ در ترابزون به دنیا آمد و از دانشگاه سوربن فارغ‌التحصیل شد. وی همچنین برندهٔ جوایزی همچون شده است. وی در ۳ اکتبر ۱۹۶۸ در سن ۷۲ سالگی در ایروان درگذشت.

## گزیده فیلمشناسی
از فیلم‌ها یا برنامه‌های تلویزیونی که وی در آن نقش داشته است می‌توان به داویت بک، تژوژیک، ۰۱-۹۹ اشاره کرد.